# 鄭定歐
鄭定歐（英語：Cheng Ting Au，1940年9月15日—2022年6月11日），香港語言學家，生前為中國語言學會及歐洲漢語言學會會員，並擔任中國教育部語用所刊物《語言文字應用》編委。長期任教於香港城市大學並擔任中國人民大學客座教授。其主要研究領域包括粵語的詞彙-語法、詞典學及語言應用，並出版多本有關粵語教學的書籍如《粵語（香港話）教程》、《地道粵語（香港話）》、《粵語小詞典》及《今日粵語》等。

## 著書

### 粵語教科書
- 1993年：《今日粵語（上冊）》，廣州：暨南大學出版社 ISBN 9-787-81029-2467
- 2005年：《粵語（香港話）教程》，香港：香港三聯書店 ISBN 9-789-62042-5035
- 2014年：《粵語（香港話）教程》（與張勵妍、高石英合著），香港：香港三聯書店 ISBN 9-789-62043-4136
- 2015年：《遊港澳學粵語》，北京：世界圖書出版 ISBN 9-787-51008-0951
- 2017年：《地道粵語（香港話）：20天流利說》，香港：香港三聯書店 ISBN 9-789-62044-0946
- 2018年：《新編今日粵語（下）》（與潘小洛、陳靜雯、潘潔怡、鄭宇寧合著），北京：北京語言大學出版社 ISBN 9-787-56195-2115
- 2020年：《粵語小詞典：滾熱辣香港話6000例，從初學到升level全搞掂！》，香港：香港三聯書店 ISBN 9-789-62044-6528
- 2020年：《新編今日粵語‧上冊》（與潘小洛合著），北京：北京語言大學出版社 ISBN 9-787-56191-5097
- 2022年：《粵語會話寶典：從起居、社交、工作到文化的廣東話萬用表達，冚唪唥都喺度！》，香港：香港三聯書店 ISBN 9-789-62044-9710[4]

### 語言學專著
- 1995年：《現代漢語配價語法研究》（與沈陽合著），北京：北京大學出版社ISBN 9-787-30102-7622
- 1999年：《詞彙—語法理論與漢語句法研究》，北京：北京語言文化大學出版社ISBN 9-787-56190-6743
- 2012年：《詞彙-語法五十年》，北京：世界圖書出版 ISBN 9-787-51004-7138
- 2015年：《甚麼是詞彙－語法》，上海：上海外語教育出版社 ISBN 9-787-54464-1050

### 論文集
- 2006年：《對外漢語學習詞典學國際研討會論文集（二）：北京2006》，北京：中國社會科學出版社 ISBN 9-787-50045-9149
- 2008年：《對外漢語學習詞典學國際研討會論文集（三）：南京2007》，北京：中國社會科學出版社 ISBN 9-787-50047-0700

### 詞典
- 1999年：《香港粵語詞典》，南京：江蘇教育出版社 ISBN 9-787-53432-9425
- 2014年：《小學生詞性造句詞典》，臺北：五南圖書出版 ISBN 9-789-57117-7410
- 2017年：《漢語入門詞典（漢英對照）》，北京 ：北京語言大學出版社 ISBN 9-787-56194-9320
- 2023年：《國際華語學習辭典》（主編），臺北：五南圖書出版 ISBN 9-786-26366-7792

### 其他
- 2015年：《葡文文法Gramática de Português》，澳門：教育暨青年司 ISBN 9-789-72809-1170

## 外部連結
- 鄭定歐在豆瓣上的资料（简体中文）
- 鄭定歐在博客來上的頁面
- 鄭定歐在三民網路書店上的頁面